# Zoumbou
Zoumbou ist ein Dorf in der Landgemeinde Douméga in Niger.

## Geographie
Das von einem traditionellen Ortsvorsteher (chef traditionnel) geleitete Dorf liegt am Rand des Trockentals Dallol Maouri. Es befindet sich rund vier Kilometer nordwestlich des Hauptorts Douméga der gleichnamigen Landgemeinde, die zum Departement Tibiri in der Region Dosso gehört. Zu den Siedlungen in der näheren Umgebung von Zoumbou zählen Fadama im Nordwesten, Zaziatou im Nordosten und Angoual Toudou im Südosten.
Zoumbou ist Teil der Übergangszone zwischen Sahel und Sudan. Die durchschnittliche jährliche Niederschlagsmenge beträgt hier zwischen 500 und 600 mm.

## Geschichte
Bis zur Ankunft der britischen und französischen Kolonialmächte an der Wende vom 19. zum 20. Jahrhundert war Zoumbou einer der wichtigsten Orte der souveränen Herrschaft von Katarma, die um 1786 gegründet worden war und in der Tradition des Staates Aréoua stand.
In Zoumbou gab es im Zeitraum von 2011 bis 2016 drei Dürrejahre. Der staatliche Stromversorger NIGELEC elektrifizierte das Dorf im Jahr 2018.

## Bevölkerung
Bei der Volkszählung 2012 hatte Zoumbou 3751 Einwohner, die in 443 Haushalten lebten. Bei der Volkszählung 2001 betrug die Einwohnerzahl 2100 in 266 Haushalten und bei der Volkszählung 1988 belief sich die Einwohnerzahl auf 2067 in 251 Haushalten.

## Wirtschaft und Infrastruktur
Zoumbou ist wie das Nachbardorf Zaziatou einer der wenigen Orte in der Gemeinde Douméga, in denen in nennenswertem Umfang Gemüse angebaut wird, vor allem Zuckerrohr, Salat, Zwiebeln, Wassermelonen, Kohl, Tomaten und Kartoffeln. Der CEG Zoumbou ist eine allgemein bildende Schule der Sekundarstufe des Typs Collège d’Enseignement Général (CEG). Außerdem gibt es zwei Grundschulen im Ort. Durch Zoumbou verläuft die 29 Kilometer lange Landstraße RR3-011 zwischen dem Gemeindehauptort Douméga und dem Dorf Angoual Marafa.